# Otfried Preußler
Otfried Preußler (Reichenberg, Checoslovaquia, 20 de octubre de 1923 - Prien am Chiemsee, Alemania, 18 de febrero de 2013) fue un escritor alemán de origen bohemio, conocido especialmente por sus obras de literatura infantil y juvenil, especialmente por El bandido Saltodemata, Las aventuras de Vania el forzudo y Krabat.

## Biografía
Nació en Reichenberg, en los Sudetes (actualmente Liberec, República Checa). Sus antepasados alemanes habían vivido en la región desde el siglo XV. Sus padres eran maestros. Antes de concluir su educación formal en 1942, durante la Segunda Guerra Mundial, fue alistado en las fuerzas armadas alemanas. Aunque logró sobrevivir las acciones militares en el Frente Oriental, a sus 21 años fue hecho prisionero por los rusos en 1944, y pasó 5 años en un campo de prisioneros soviético en Tartaristán, donde padeció de tifus y malaria, llegando a pesar no más de 40 kg. Tras su liberación en 1949, tuvo la suerte de encontrar en el pueblo bávaro de Rosenheim a sus familiares desplazados y a su prometida, con la que se casó ese mismo año. 
Entre 1953 y 1970, Preußler cursó la carrera de Pedagogía, trabajó como maestro de primaria y llegó a ser director de una escuela en esa localidad. Su talento como escritor, narrador e ilustrador de historias (que se destacan por la presencia constante de un humor suave y una ironía siempre medida) fue fomentado y posteriormente empezó a publicar. 
Se instaló en Haidholzen, en las cercanías de Rosenheim, donde se dedicó a escribir sus memorias. Dejó en manos de su hija Susanne Preußler-Bitsch las relaciones administrativas con las casas y productoras de cine, así como la gestión de sus derechos de autor.
Falleció en la localidad alemana de Prien am Chiemsee el 18 de febrero de 2013 a los 89 años de edad.

## Obras
Preußler tradujo libros infantiles del checo y del inglés. Escribió piezas radiofónicas para niños y publicó en 1956 su primer libro Der kleine Wassermann (El pequeño hombre de agua). Sus libros para niños y jóvenes existen en 275 traducciones en más de 50 idiomas. 
- La pequeña brujita (1957)
  - Narraciones de una solitaria aprendiz de bruja, que solo cuenta 127 años de vida, en las que aprende a ser una buena bruja.
- El bandido Saltodemata (1962)
  - Aventuras de Kásperle y Seppel frente al malvado bandido Saltodemata (Hotzenplotz en alemán), capaz de robarle el molinillo de café a la abuela y hasta de zamparse —delito sin perdón para un Kásperle— las salchichas del desayuno.
- Los locos de Villasimplona
  - Locuras de un pueblo similar al Lepe ficticio de la tradición española de chistes y aburrimiento.
- Las aventuras de Vania el forzudo
  - Relato de tono serio y carácter mítico, en el que explica la ascensión al trono de un país ruso de un joven campesino que deberá superar varias pruebas de gran exigencia.
- El pequeño fantasma (1967)
- El señor Klingsor
  - Relato tierno de un maestro de escuela capaz de hacer pequeños (y no tan pequeños) trucos de magia, y la memoria que deja en un alumno.
- Krabat
  - Relato fantástico sobre un chico huérfano que se inicia en el arte de la magia. Esta novela juvenil recibió reconocimiento internacional.

Su obra completa fue premiada, entre otros, con la Mención Honorífica como Autor Altamente Recomendado del Premio Hans Christian Andersen (considerado como el Premio Nobel de la literatura infantil y juvenil) en 1972, así como el Gran Premio de la Academia Alemana de Literatura Infantil y Juvenil Volkach en 1988.